# Musasa Kabamba
Patrice Tshatsho Kabamba Musasa (ur. 30 maja 1982 w Kinszasie) – piłkarz z Demokratycznej Republiki Konga grający na pozycji napastnika.

## Kariera klubowa
Karierę piłkarską Musasa rozpoczął w klubie Vatican z Kinszasy. W 1998 roku zadebiutował w jego barwach w pierwszej lidze Demokratycznej Republiki Konga. Następnie grał w takich zespołach kongijskich jak: Tresor Kinszasa (2000), AS Paulino Kinszasa (2001) i FC Saint Eloi Lupopo (2002).
W 2002 roku Musasa wyjechał do Republiki Południowej Afryki i grał tam w drużynie Kaizer Chiefs z Johannesburga. W 2004 i 2005 roku wywalczył z nim mistrzostwo RPA. W 2005 roku przez pół sezonu grał w tureckim İstanbulsporze, a od lata 2005 do lata 2007 grał w Maritzburgu United z RPA. Z kolei w sezonie 2007/2008 występował w Mpumalanga Black Aces, a następnie trafił do izraelskiego Maccabi Herclijja, gdzie spędził sezon 2008/2009.
Następnie Musasa grał w zespołach Primeiro de Agosto, FC Saint Eloi Lupopo oraz Porcelana FC. W 2013 roku zakończył karierę.

## Kariera reprezentacyjna
W reprezentacji Demokratycznej Republiki Konga Musasa zadebiutował w 2003 roku. W 2004 roku podczas Pucharu Narodów Afryki 2004 wystąpił w 2 spotkaniach: z Gwineą (1:2) i z Rwandą (0:1). W 2006 roku rozegrał 3 spotkania w Pucharze Narodów Afryki 2006: z Togo (2:0), z Kamerunem (0:2) i ćwierćfinałowe z Egiptem (1:4). Od 2003 do 2006 roku rozegrał 18 meczów i strzelił 3 gole w kadrze narodowej.